# 尾又正則
尾又 正則（おまた まさのり、1947年〈昭和22年〉11月29日 - ）は、日本の政治家。元東京都東大和市長（4期）、元国士舘大学教授。

## 来歴
東京都北多摩郡大和町（現・東大和市）出身。明治大学大学院政治経済研究科理論経済専攻博士課程修了。国士舘大学政経学部助教授、同教授を経て、1991年〈平成3年〉の東大和市長選挙に立候補するが、元助役の中沢重一に敗れ、落選。1995年〈平成7年〉の市長選挙で初当選。1999年〈平成11年〉に再選。2003年〈平成15年〉に三選。2007年〈平成19年〉に元市議の尾崎保夫を破って四選。2011年〈平成23年〉の市長選挙では再び立候補した尾崎保夫に敗れた。2015年〈平成27年〉の市長選挙に立候補したが、現職の尾崎に敗れた。